# Distrito de Salamíe
El distrito de Salamiya (en árabe: منطقة سلمية‎) es un distrito (mantiqah) de la gobernación de Hama en Siria. En el censo de 2004 contaba con una población de 187.123 habitantes. La capital del distrito es la ciudad de Salamíe.

## Divisiones
El distrito de Salamiya se divide en 5 subdistritos o Nāḥiyas (población según el censo de 2004):